# A Woman
A Woman (br: Senhorita Carlitos / pt: Charlot perfeita dama) é um filme mudo estadunidense de curta-metragem de 1915, do gênero comédia, produzido por Jess Robbins para o Estúdios Essanay, e escrito, dirigido e protagonizado por Charles Chaplin.
É o último de três filmes em que Chaplin aparece vestido de mulher. Os outros dois foram realizados nos Estúdios Keystone: The Masquerader e A Busy Day. É o último filme de Chaplin antes de Limelight, em que ele aparece sem o bigode.

## Sinopse
O Vagabundo conhece uma moça no parque. O pai dela, com os olhos vendados, vai para o outro lado do parque, brincar de esconde-esconde com uma mulher. O Vagabundo, vendo o que pai está fazendo, o conduz para a margem do lago. Quando a moça e sua irmã conhecem o Vagabundo, acabam se encantando com ele e convidam para jantar na sua casa.
Para fazer o pai da moça de bobo, o Vagabundo se veste de mulher. O homem fica interessado em "Nora Nettlerash", o nome que o Vagabundo inventou na hora. Quando o pai descobre que "Nora" é o homem que o levou na direção do lago, fica furioso e acaba expulsando o Vagabundo da sua casa.

## Elenco

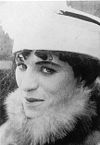
Charles Chaplin como a moça

- Charles Chaplin .... Vagabundo / "Nora Nettlerash"
- Edna Purviance .... moça
- Charles Inslee .... pai da moça
- Marta Golden .... irmã da moça
- Margie Reiger .... amiga do pai da moça
- Billy Armstrong .... amigo do pai da moça
- Leo White .... preguiçoso no parque